# Baron Iliffe
Baron Iliffe, of Yattendon in the County of Berks, ist ein erblicher britischer Adelstitel in der Peerage of the United Kingdom.

## Verleihung
Der Titel wurde am 22. Juni 1933 für den Zeitungsmagnaten und ehemaligen Unterhausabgeordneten Sir Edward Iliffe geschaffen.

## Liste der Barone Iliffe (1933)
- Edward Mauger Iliffe, 1. Baron Iliffe (1877–1960)
- (Edward) Langton Iliffe, 2. Baron Iliffe (1908–1996)
- Robert Peter Richard Iliffe, 3. Baron Iliffe (* 1944)

Titelerbe (Heir Apparent) ist der Sohn des jetzigen Barons, Hon. Edward Richard Iliffe (* 1968).